# Cricotopus quadrifasciatus
Cricotopus quadrifasciatus är en tvåvingeart som först beskrevs av Jean-Jacques Kieffer 1911.  Cricotopus quadrifasciatus ingår i släktet Cricotopus och familjen fjädermyggor. Inga underarter finns listade i Catalogue of Life.